# تست نفوذ ابزاری

## مقدمه
تست تورفتگی ابزاری (IIT) تکنیکی برای اندازه گیری خواص مکانیکی مواد است؛ این تست، توسعه آزمایش های سختی سنجی سنتی مانند برینل، راکول، ویکرز و نوپ است. IIT شبیه تست سختی سنتی است، زیرا یک فرورونده سخت با اشکال (کروی، منشوری) و جنس های تعیین شده، معمولاً الماس، برای فرورفتن و فشردن سطح قطعه استفاده می‌شود. با این حال، آزمایش سختی سنتی تنها یک اندازه تغییر شکل را در یک نیروی اعمالی ایجاد می کند، در حالی که در طول آزمایش IIT، نیرو و نفوذ برای تمام مدت زمانی که فرورونده با ماده در تماس است اندازه گیری می شود. 
تمام مزایای IIT از این اندازه گیری مداوم نیرو و جابجایی ناشی می شود. IIT به ویژه برای آزمایش حجم های کوچک مواد مانند لایه های نازک، ذرات یا سایر ویژگی های کوچک مناسب است (تست نانوتورفتگی). از این آزمایش معمولاً برای اندازه‌گیری مدول یانگ (E) و سختی (H) و سفتی (S) استفاده می‌شود. علاوه بر مدول یانگ و سختی، IIT همچنین برای اندازه گیری مدول پیچیده در پلیمرها و مواد زیستی، تنش تسلیم(σ_y) و خزش  در فلزات، چقرمگی شکست در شیشه ها و سرامیک ها و ساخت نمودار تنش -کرنش نیز استفاده می شود.
بیشتر سیستم‌های فرورفتگی دستگاه‌های نیرو محور هستند، به طوری که با کنترل و تنظیم جابجایی به دست آمده، تاریخچه نیرو به آسانی کنترل می‌شود و با استفاده از بازخورد سیگنال داده‌های معمول نیرو-زمان (P-t) و نیرو-جابجایی (P-h) خواص مکانیکی و رفتار مواد تعیین می شود. در اکثر دستگاه ها از بارگذاری و تخلیه یکنواخت استفاده می کنند، اما برخی نیز اندازه گیری را تحت یک سیگنال هارمونیک کوچک اضافه شده به بار اصلی یکنواخت افزایش می دهند. این امکان اندازه گیری مداوم سختی تماس و مطالعه خواص دینامیکی و تعیین خواص پوشش ها را فراهم می کند.

## تاریخچه
در طول قرن بیستم، روش‌های اصلی تست سختی کلاسیک – برینل، ویکرز، راکول و نوپ – بهبود یافته و به عنوان استاندارد تعریف شدند. با این حال، معایب این تکنیک‌ها باقی ماندند، به‌ویژه زمانی که نوبت به توصیف پوشش‌ها و لایه‌های نازک می‌رسد.
    با پیشرفت کوچک‌سازی، روش‌های جایگزین برای توصیف خواص مکانیکی تا مقیاس نانومتری توسعه یافته‌اند. در سال 1992، وارن اولیور و جورج فار مقاله‌ای در مورد تست فرورفتگی ابزاری (IIT) که به نام فرورفتگی سنجش عمق (DSI) نیز شناخته می‌شود، منتشر کردند.( این مقاله با توجه به ISI Web of Knowledge بیش از 4700 استناد داشت) که در آن روشی را برای اندازه‌گیری سختی مواد و مدول الاستیک توسط فرورفتگی ابزاری توصیف کردند. بر خلاف تست سختی کلاسیک، این روش فرورفتگی شبه استاتیک با فشار دادن یک فرورفتگی، معمولاً الماسی با هندسه شناخته شده، به سطح مورد آزمایش با بار افزایشی به دست می آید. در طول آن فرورفتگی، هم عمق فرورفتگی و هم بار معمولی در تمام طول درج و برداشتن فرورفتگی کنترل می‌شوند. این منجر به رسم منحنی بارگذاری و تخلیه بار اعمال شده به عنوان تابعی از عمق فرورفتگی می شود.

## اصول تست تورفتگی ابزاری

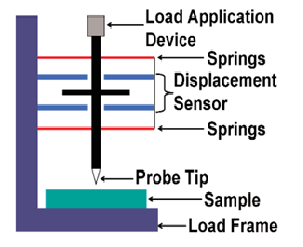
شکل 1-نمایش تست نفوذ ابزاری

فرورفتگی ابزاری که به آن فرورفتگی عمق سنج نیز گفته می شود، پارامترهای تماس را نه از مشاهده مستقیم اثر، بلکه از روی بار و عمق فرورفتگی که به طور مداوم در حین بارگیری و تخلیه اندازه گیری می شود، تعیین می کند (شکل 1). این آزمایش می تواند اطلاعات بسیار بیشتری در مورد خواص مواد نسبت به آزمایش سختی معمول بدهد. مهمترین ویژگی های مواد از فرورفتگی حسگر عمق، سختی و مدول الاستیک است، اما این روش همچنین قادر به تعیین تنش تسلیم، توان سخت شدن کرنش، پارامترهای پاسخ ویسکوالاستیک یا خزش و حتی برخی از پارامترهای مکانیک شکست است. این دستگاه‌های تورفتگی ابزاردار معمولاً مجهز به میکروسکوپ ویدیویی هستند که مشاهده آثار و ناحیه اطراف را ممکن می‌سازد. سنسورهای بسیار حساس همراه با کامپیوتر کنترل اندازه گیری را تحت بارهای کم چند میلی نیوتن با عمق متناظر ممکن می سازد. در این مورد، روشی که از آن به عنوان نانو فرورفتگی یاد می شود، به ویژه برای اندازه گیری خواص لایه های سطحی نازک، پوشش ها و بسیار مناسب است.
از این تست می توان برای شناسایی خواص قطعات در حجم های و ضخامت های کوچک تا برای تعیین خواص مواد سازه های بزرگ استفاده شوند. با اندازه آثار دائمی فرورفتگی در حد میکرومتر یا کمتر، این روش تست تقریباً غیرمخرب است.
 با این حال، روش کاملاً کلی است. با توجه به مزایای آن، امروزه برخی از سختی سنج ها برای بارهای بالا مجهز به امکاناتی هستند که امکان اندازه گیری مداوم بار و جابجایی فرورفتگی و تجزیه و تحلیل آنها را فراهم می کند. IIT نیز در استانداردهای بین المللی ISO گنجانده شده است، تست‌کننده‌های تورفتگی از یک روش کاملاً تثبیت شده استفاده می‌کنند که در آن یک نوک فرورفتگی با هندسه مشخص به ناحیه خاصی از ماده هدایت می‌شود تا با اعمال بار نرمال فزاینده آزمایش شود. عمق فرورفتگی در طول آزمایش با استفاده از حسگر جابجایی کنترل می شود.
     برای هر چرخه بارگذاری-تخلیه، مقدار بار اعمال شده با توجه به موقعیت مربوط به فرورفتگی رسم می شود. منحنی‌های بار در مقابل عمق فرورفتگی، داده‌های خاص مربوط به ماهیت مکانیکی ماده مورد بررسی را ارائه می‌دهند. مدل های ایجاد شده برای محاسبه سختی کمی و مقادیر مدول الاستیک برای چنین داده هایی استفاده می شود.
  مزایای آزمون تورفتگی ابزاری:
1-می تواند برای تمام مواد مورد استفاده قرار گیرد.
2-قابلیت اتوماسیون بالا
3-قابل استفاده در کنترل کیفیت در تولید زیاد  
4-تعیین مقدار سختی از تغییر شکل الاستیک و پلاستیک.
5-ارزش سختی مستقل از بار آزمون برای عمق فرورفتگی بیش از 10 میکرومتر.
6-اطلاعات اضافی در مورد مواد ارائه شده توسط منحنی عمق نیرو / تورفتگی
7-اطلاعات اضافی در مورد مواد ارائه شده توسط منحنی عمق نیرو / تورفتگی، سختی پلاستیکی، مدول تورفتگی الاستیک  

## تجزیه و تحلیل منحنی بارگذاری- تخلیه

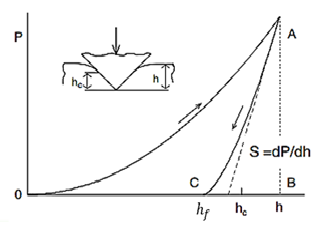
شکل 2-شماتیکی از منحنی بارگذاری- تخلیه در تست نفوذ ابزاری

فرورفتگی، ابتدا در تماس با سطح، با سرعت از پیش تعریف شده به داخل ماده هدایت می شود تا زمانی که به یک بار از پیش تعیین شده یا حداکثر عمق از پیش تعیین شده برسد. سپس بار با همان سرعت (تخلیه) به صفر کاهش می یابد. در مورد لایه نازک، باید توجه داشت که برای جلوگیری از تأثیر بستر بر روی سختی اندازه‌گیری شده و مدول الاستیک، حداکثر عمق فرورفتگی لایه نازک نباید از 10 درصد ضخامت لایه نازک تجاوز کند. مبدأ این نمودار نقطه ای است که در آن فرورفتگی برای اولین بار با سطح آزمایش تماس گرفت. با افزایش نیروی اعمال شده، جابجایی نیز افزایش می یابد، تا زمانی که اوج نیروی آزمایش به دست آید. سپس، با کاهش نیروی تماس، مقداری از جابجایی به طور کلی بازیابی می شود.( شکل 2)
    شکل روبرو واکنش یک ماده الاستیک-پلاستیک را در حین فرورفتگی توسط نوک برکوویچ نشان می دهد. در این شکل که hc عمق تماس است به عنوان عمق فرورفتگی زمانی که فرورفتگی با نمونه در تماس است تعریف می شود. اگر قطعه کامل پلاستیک باشد، سپس منحنی تخلیه دقیقاً عمودی خواهد بود و اگر تماس کاملاً الاستیک بود، منحنی تخلیه با منحنی بارگذاری منطبق خواهد شد، اما مواد معمولا رفتار الاستیک -پلاستیک دارند و منحنی بار گذاری و تخلیه با هم شبیه ولی اندکی تفاوت دارند.

## انواع فرورونده و پارامتر های آن
معمولا دو نوع فرو رونده استفاده می شود: نوک تیز و کروی (شکل هندسه تماس). دندانه های نوک تیز (شکل هندسه تماس الف) شکل یک هرم یا مخروط دارند. آنها باعث تمرکز تنش بالا در نوک می شوند که معمولاً منجر به تغییر شکل پلاستیک یا سایر فرآیندهای برگشت ناپذیر از ابتدای بارگذاری در ماده آزمایش شده می شود. الگوی کرنش به زاویه نوک بستگی دارد، اما به عمق نفوذ بستگی ندارد. فشار تماس با عمق تغییر نمی کند. این امر به ویژه زمانی سودمند است که توزیع عمق خواص مورد مطالعه قرار گیرد.
     از فرورونده های نوک تیزمانند برکوویچ و ویکرز بیشترین استفاده را می شود. فرورفتگی برکوویچ، که در نانو فرورفتگی بسیار رایج است، یک هرم سه وجهی است (مناسب تر برای بدست آوردن نوک تیزتر)، با زاویه نوک موثر مشابه هرم چهار وجهی ویکرز. در هر دو مورد، زاویه نوک مخروط معادل (با همان حجم)° 140.6 است.     

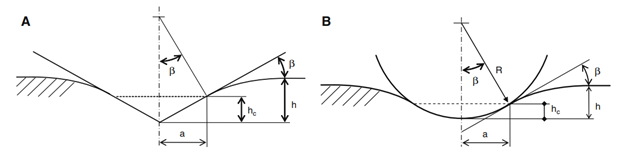
هندسه تماس: A- فرورونده نقطه ای(هرمی) B- فرورونده دایره ای

با فرورفتگی‌های کروی (شکل هندسه تماس- ب)، نسبت عمق تماس به شعاع تماس با عمق نفوذ افزایش می‌یابد، و کرنش مشخصه زیر فرورفتگی کروی با افزایش نسبی افزایش می‌یابد.

## پارامتر های تماس فرورونده با سطح
شکل زیر واکنش یک ماده الاستیک-پلاستیک را در حین فرورفتگی توسط نوک برکوویچ نشان می دهد. در این شکل  {\displaystyle h_{c}} که عمق تماس است به عنوان عمق فرورفتگی زمانی که فرورفتگی با نمونه در تماس است تعریف می شود. اگر قطعه کامل پلاستیک باشد، سپس منحنی تخلیه دقیقاً عمودی خواهد بود و اگر تماس کاملاً الاستیک بود، منحنی تخلیه با منحنی بارگذاری منطبق خواهد شد، اما مواد معمولا رفتار الاستیک -پلاستیک دارند و منحنی بار گذاری و تخلیه با هم شبیه ولی اندکی تفاوت دارند.

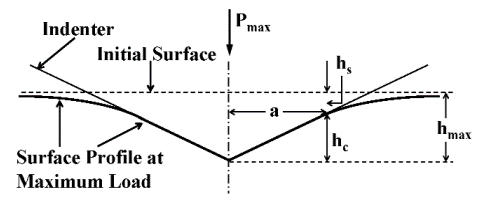
یک نمایش شماتیک از فرآیندهای فرورفتگی که کاهش عمق فرورفتگی را در حین بارگذاری نشان می دهد

در طول آزمایش،   {\displaystyle h_{(}max)} که عمق اندازه گیری شده است را می توان با رابطه زیر توصیف کرد:  
{\displaystyle h(max)=h_{s}+h_{c}}

{\displaystyle h_{s}} جابجایی سطح در محیط تماس و  {\displaystyle h_{c}} فاصله عمودی است که در طول آن تماس برقرار می شود، در این حالت عمق تماس {\displaystyle h_{c}}  بر اساس ISO با استفاده از رابطه زیر محاسبه می شود:
{\displaystyle h_{c}=h(max)-e(P/s)}
در جایی که h حداکثر عمق فرورفتگی،  Pحداکثر بار نرمال، e ثابت مربوط به هندسه فرورفتگی است که برای فرورونده کروی و برکویچ معادلدر نظر گرفته می شود و S سفتی نمونه محاسبه شده از قسمت تخلیه منحنی فرورفتگی نیرو- جابجایی است.                                                                 

## استخراج خواص مکانیکی
می توان گفت هدف اصلی از انجام تست تو رفتگی محاسبه خواص مکانیکی مواد است، با توجه به مفاهیمی که مطرح شد و برخی خواصی از نمونه مانند سفتی محاسبه شد؛ لذا می توان بر اساس نظریه الیور-فار می توان برخی خواص مهم مانند مدول الاستیک نمونه و مقدار سختی و میزان خزش نمونه را تحت بارگذاری محاسبه نمود.

### محاسبهسختی(H)
در فرورفتگی فرورونده، سختی H به عنوان فشار تماس متوسط {\displaystyle P_{m}} در زیر فرورفتگی بارگذاری شده تعریف می شود و به صورت حداکثر بار فرورفتگی P تقسیم بر سطح تماس پیش بینی شده {\displaystyle A_{p}}در حداکثر نیرو و جابجایی محاسبه می شود.
                                                                                                                                                                               {\displaystyle H=P/Ap=Pm}

### محاسبهسفتی(S)
ثابت سفتی S، رابطه بین نیرو و جابجایی زمانی است که فرورونده برای اولین بار از نمونه برگشت می شود؛ یعنی زمانی که پاسخ ماده کاملاً کشسان باشد. S با برازش داده های نیرو-جابجایی به دست آمده تعیین می شود. به عبارتی S مشتق نیرو نسبت به جابجایی در محل شروع تخلیه نیرو است.لذا مطابق داده های تجربی  و آزمایش معادله نیرو در حین تخلیه به بیانی از شکل زیراست:
{\displaystyle P=B(h+h_{f})^{m}}
که در آن P و h جفت های مرتب شده از داده های نیرو-جابجایی هستند.
    B، hf، و m ثابت های بهترین برازش هستند. به طور معمول، همه داده‌های نیرو-جابجایی به‌دست‌آمده در حین تخلیه در این تناسب استفاده نمی‌شوند، بلکه فقط داده‌های بالاتر از یک سطح نیروی معین، اغلب 50٪ از حداکثر نیرو استفاده می‌شوند. هنگامی که B، hf، و m تعیین شد، مقدار سفتی(S) در حداکثر جابجایی ارزیابی می شود که این پارامتر از طریق میزان شیب خط مماس بر منحنی نیرو- جابجایی( مشتق) در هنگام شروع تخلیه نیرو محاسبه می شود ، لذا داریم.
{\displaystyle S=dP/dh|(h_{m})=Bm(h_{m}-h_{f})^{(}m-1)}

### محاسبهمدول الاستیک(E)
برای محاسبه مدول الاستیک نمونه تحت آزمایش({\displaystyle E_{s}}) ابتدا باید مدول الاستیک کاهش یافته ( {\displaystyle E_{r}}) را محاسبه کرد، مدول الاستیک کاهش یافته رابطه ای بین مدول الاستیک فررونده( {\displaystyle E_{i}}) و مدول الاستیک نمونه تحت آزمایش است که از طریق مقادیر سفتی(S)  و تابع مساحت(A)که قبلا محاسبه شد، طبق معادله زیر محاسبه می شود.
{\displaystyle E_{r}=[(1-v_{i})/E_{i}+(1-v_{s})/E_{s}]^{(}-1)}
   که در معادله بالا، {\displaystyle E_{i}} نسبت پواسون فرورونده و{\displaystyle E_{s}} نسبت پواسون نمونه می باشد، لازم به ذکر است که دانستن نسبت پواسون نمونه برای محاسبه مدول الاستیک نمونه یک نقطع ضعف برای این تئوری است؛ اما تاثیر مقادیر ناصحیح و عدم دقیق نسبت پواسون در محاسبه مدول الاستیک نمونه ناچیز است لذا می توان در حالت کلی نسبت پواسون نمونه را 0.2 برای شیشه و سرامیک ها، 0.3 برای فلزات،0.45 برای پلیمر ها در نظر گرفت.

## نتیجه گیری
IIT برای اندازه گیری خواص مکانیکی در مقیاس نانومتری استفاده می شود. این یک ابزار ضروری برای ارزیابی فیلم ها، پوشش ها و لایه های سطحی است که برای بهبود عملکرد مکانیکی و طول عمر استفاده می شود. نظریه مکانیک تماس در پشت IIT پیچیده است، اما سیستم های تجاری پیاده سازی را ساده می کنند. در عمل، IIT یکی از ساده ترین و سریع ترین انواع تست های مکانیکی است، زیرا آماده سازی نمونه نسبتا آسان است و صدها آزمایش را می توان روی یک نمونه انجام داد.